# Der Planet Saturn läßt schön grüßen
Der Planet Saturn läßt schön grüßen (Originaltitel: The Incredible Melting Man; deutsch auch: Der Zombie aus dem Weltall) ist ein US-amerikanischer Horrorfilm aus dem Jahr 1977, der von William Sachs für American International Pictures inszeniert wurde.

## Handlung
Drei Astronauten befinden sich im NASA-Raumschiff Scorpio 5 auf einem Erkundungsflug zum Saturn. Dabei sind sie einem Ausbruch ionisierender Strahlung ausgesetzt, die zwei der Astronauten tötet. Der dritte Astronaut, Steve West, wird schwer verstrahlt.
Zurück auf der Erde, liegt der bewusstlose Astronaut in einem Krankenhaus. Sein Kopf ist bandagiert. Der behandelnde Arzt, Dr. Loring, kann nicht erklären, was gerade mit West geschieht. West wacht später auf und bemerkt zu seinem Entsetzen, dass sich das Fleisch seiner Hände und in seinem Gesicht aufzulösen beginnt. In seiner Panik greift er eine Krankenschwester an, tötet sie und flieht aus dem Krankenhaus.
Zusammen mit seinem Freund, dem Wissenschaftler Dr. Theodore Nelson, untersucht Dr. Loring die Leiche der getöteten Krankenschwester. Sie stellen eine leichte Strahlung bei der Leiche fest und schließen daraus, dass West selbst radioaktiv geschädigt ist. Dr. Nelson glaubt, dass West wahnsinnig geworden ist und menschliches Fleisch benötigt, um das Schmelzen seines eigenen Fleisches zu verlangsamen. Dr. Nelson versichert sich der Hilfe des Luftwaffengenerals Perry, der ebenfalls ein Freund von West ist und strikte Geheimhaltung befiehlt.
West greift einen Fischer an, tötet ihn und isst ihn zum Teil. Er entdeckt darauf ein verängstigtes Mädchen, das jedoch entkommen kann. Mit einem Geigerzähler kann Dr. Nelson den flüchtigen Astronauten verfolgen. Nelson findet jedoch nur ein Ohr, dass West bei seiner Flucht vom Kopf abgefallen ist. Nelson und General Perry untersuchen den Tatort, an dem der Fischer ermordet wurde. Der anwesende Sheriff Blake hat den Verdacht, dass Dr. Nelson mehr weiß als er sagt. Nelson fährt am Abend nach Hause. Seine schwangere Frau Judy teilt ihm mit, dass sie ihre Mutter und deren Lebensgefährten zum Abendessen erwarte. Das Paar wird auf dem Weg zu den Nelsons von West angegriffen und gefressen.
Sheriff Blake zitiert Nelson zum Tatort, der die Leichen identifiziert. Blake erwartet eine Erklärung, widerwillig klärt ihn Nelson über West und dessen Zustand auf. Nelson glaubt, dass West immer stärker wird, je mehr sich sein Körper auflöst. Nelson fährt nach Hause, um sich dort mit General Perry zu beraten. Doch der wird von West angegriffen und getötet, die schwangere Judy bleibt unverletzt. Nelson und Blake kommen gerade an, als West flüchtet. Auf seiner Flucht dringt er in das Haus der Winters ein. West tötet den Ehemann, wird aber von der Ehefrau abgewehrt, die ihm mit einem Hackmesser einen Arm abtrennt. Blake wird von dem Angriff unterrichtet und fährt mit Nelson zum Tatort. Sie verfolgen West zu einem Fabrikgebäude. Der Flüchtige klettert auf das Gebäude.
Blake folgt West nach oben und schießt mit einem Gewehr auf den Mörder. Die Schüsse können West jedoch nicht aufhalten. Er hebt Blake über das Geländer und wirft ihn auf eine Hochspannungsleitung. Dann schlägt er Nelson, der über das Geländer fällt, sich jedoch außen festhalten kann. Nelson erinnert West verzweifelt an ihre frühere Freundschaft, woraufhin West Nelson ihn wieder hoch zieht. Zwei bewaffnete Wächter erscheinen und schießen panisch auf West, treffen aber Nelson, der seinen Freund schützen will. Der rasende West tötet beide Wachen und flieht. Doch er stolpert gegen die Seite des Fabrikgebäudes, sackt zusammen und löst sich nun vollständig auf.
Am nächsten Morgen findet ein Angestellter die blutigen Überreste von West und beseitigt sie in eine Mülltonne. Eine enthusiastische Nachrichtensendung im Radio aus Cape Kennedy vermeldet den Start einer neuen Astronautengruppe in der Scorpio 7 zum Saturn. Die Lügen-Propaganda vermeldet, dass die drei Astronauten der Scorpio 5 sich wohlauf in Quarantäne befinden und von Dr. Theodore Nelson beaufsichtigt werden, und ihren Kollegen der Scorpio 7 „eine gute Jagd wünschen“.

## Kritiken
Das Lexikon des internationalen Films beschrieb den Film als „billige Mischung aus Horror- und Science-Fiction-Film, die in blutrünstigen Details schwelgt und zur unfreiwilligen Komik neigt.“
Die Filmzeitschrift Cinema befand, der Film verquirle schwarzen Humor und fiese Make-up-Effekte mit dem Fortschrittspessimismus des Sci-Fi-Kinos der 70er Jahre.
Rob Gonsalves vom Onlineportal eFilmCritic schrieb, William Sachs gab der Welt eine einzigartige Horrorkreatur, er gab Rick Baker und Jonathan Demme Gehaltsschecks, als diese Geld wahrscheinlich nötig hatten. Und er gab Generationen von Fans schlechter Filme ein Geschenk.

## Hintergrund
Die Uraufführung des Films fand in den USA im Dezember 1977 statt. In Deutschland erschien er am 30. November 1979 in den Kinos.
Die Make-up-Effekte wurden vom Maskenbildner Rick Baker gefertigt. Alex Rebar musste im Gesicht Maskenschichten tragen, die schmelzendes Fleisch simulierten. Seine Hände und Füße wurden mit Flüssigkeiten benetzt, die bei den Bewegungen des Schauspielers abtropften. Bakers Arbeit diente als Grundlage für Make-up-Effekte des Science-fiction-Films RoboCop (1987 von Paul Verhoeven).
Der Film ist das Thema der vierten Episode der siebten Staffel der US-Fernsehserie Mystery Science Theater 3000 (Episode 704).